# Karin Bellman
Ulla Karin Bellman, född 6 mars 1965, är en svensk författare. Hon är bosatt i Göteborg.

## Priser och utmärkelser
- 1992 – Katapultpriset för En dag som den här
- 1995 – Albert Bonniers stipendiefond för yngre och nyare författare
- 2002 – Göteborgs Stads författarstipendium

## Dramatik
- 1996 – Den gula krokodilen (pjäs)
- 1997 – Den jättestora hunden (barnpjäs)